# Daniela Chmet
Daniela Chmet (Trieste, 4 agosto 1979) è una triatleta italiana.

## Carriera
Nata a Trieste nel 1979, ha vinto due medaglie al Campionato del mondo di triathlon a staffetta: oro nell'edizione 2006 svoltasi a Cancún in Messico (insieme a Beatrice Lanza e Nadia Cortassa con un tempo totale di 1h05'11") e bronzo nel 2007 Ungheria (del team facevano parte anche Charlotte Bonin e Nadia Cortassa). Nel 2012 ha vinto l'oro a staffetta mista ai Campionati mondiali di duathlon di Nancy con un tempo di 1h28'30". Si è classificata al nono posto alla Coppa europea di triathlon sprint del 2012 a Mondello e quinta alla stessa competizione nel 2013 a Cremona.

## Titoli
- Campionessa del mondo di triathlon a staffetta (Élite) - 2006
- 3º posto ai Campionati del mondo di triathlon a staffetta (Élite) - 2007
- Campionessa del mondo di duathlon a staffetta mista (Élite) - 2012
- Vice Campionessa italiana di triathlon (Élite) - 2013[3]

## Palmarès
| Campionati mondiali di triathlon | Campionati mondiali di triathlon | Campionati mondiali di triathlon | Campionati mondiali di triathlon |
| Anno                             | Luogo                            | Medaglia                         | Prova                            |
| -------------------------------- | -------------------------------- | -------------------------------- | -------------------------------- |
| 2006                             | Cancún (Messico Messico)         | 01                               | Staffetta                        |
| 2007                             | Tiszaújváros (Ungheria Ungheria) | 03                               | Staffetta                        |